# Coeliccia cyanomelas
Coeliccia cyanomelas – gatunek ważki z rodziny pióronogowatych (Platycnemididae). Szeroko rozprzestrzeniony w Chinach (w tym na wyspie Hajnan) i na Tajwanie; stwierdzony także w północnym Wietnamie.